# Leon Morris
Leon Lamb Morris (15 maart 1914 - 24 juli 2006) was een Australisch hoogleraar en publicist.

## Leven en werk
Morris werd geboren in Lithgow (stad), New South Wales en promoveerde aan de Engelse Universiteit van Cambridge op het onderwerp wat tevens zijn eerste boek werd, te weten The Apostolic Preaching of the Cross. Hij was werkzaam van 1960 tot 1964 voor het Warden of Tyndale House te Cambridge en nadien voor de Universiteit van Principal in Melbourne, tot 1979. Op de Universiteit van Principal is een bibliotheek vernoemd naar Morris. Tevens was hij hoogleraar Nieuwe Testament aan het Trinity Evangelische Divinity School.
Hij publiceerde diverse theologische werken en commentaren op de Bijbel, waarvan de belangrijkste zijn The Apostolic Preaching of the Cross, The Atonement: Its Meaning and Significance, New Testament Theology, The Gospel According to John en The Gospel According to Matthew.